# Jerzy Trzeciak (konstruktor)
Jerzy Trzeciak (ur. 20 maja 1928, zm. 24 czerwca 1991) – polski konstruktor lotniczy, szybownik.

## Życiorys
Był synem nauczycieli Bolesława i Janiny. W Wilnie uczęszczał do szkoły podstawowej, podczas okupacji uczył się w ramach tajnego nauczania. Po wojnie wyjechał z rodziną do Torunia, gdzie przeszedł podstawowe szkolenie szybowcowe. Po zdaniu matury w 1947 r. rozpoczął studia na Studium Lotniczym Wydziału Elektromechanicznego Politechniki Wrocławskiej, przekształconym w 1949 r. w Wydział Lotniczy. Studia ukończył 12 grudnia 1951 r. uzyskując dyplom mgr inż.
W latach 1951–1953 był asystentem i starszym asystentem Katedry Budowy Silników Lotniczych na Wydziale Lotniczym, aż do rozwiązania tego Wydziału. W latach 1953–1955 był starszym asystentem, a następnie adiunktem w Katedrze Silników Tłokowych Wydziału Mechanicznego Politechniki Wrocławskiej.
1 lipca 1955 r. podjął pracę w Szybowcowym Zakładzie Doświadczalnym w Bielsku-Białej jako starszy konstruktor i obliczeniowiec. Uczestniczył w zaprojektowaniu szybowców SZD-17 Jaskółka L, z profilem laminarnym i usterzeniem motylkowym, SZD-18 Czajka i SZD-19 Zefir 1. W 1957 r. przeszedł przeszkolenie szybowcowe w Aeroklubie Bielsko-Bialskim.
W 1956 r. przystąpił w SZD do prac nad projektem silnika turbosprężarkowego, przeznaczonego do napędu szybowców. Koncepcja została oparta na wykorzystaniu zespołu turbosprężarki z silnika tłokowego zdemontowanej z wraków samolotów Boeing B-17 Flying Fortress, Lockheed P-38 Lightning i Consolidated B-24 Liberator, zestrzelonych nad terenem Śląska w czasie II wojny światowej. Kilka turbosprężarek sprowadzono do SZD, dodano dyfuzor wlotowy do sprężarki, dzbanową komorę spalania, dyszę wylotową oraz odpowiednie instalacje: paliwową, elektryczną i rozruchową. Wykonano również hamownię dla prób naziemnych. Większość zbudowanych elementów zmontowano składając silnik w całość, ale do uruchomienia i próby nie doszło.
W latach 1957–1959 nadzorował produkcję seryjną szybowców SZD-9 bis Bocian 1D oraz wykonawstwo w WSK Mielec elementów metalowych do szybowców SZD-12 Mucha 100 i SZD-9 bis Bocian przeznaczonych dla Chin. W latach 1962–1963 opracował przy współudziale inż. Tadeusza Grudzieńskiego i inż. Machnowskiego eksperymentalny projekt skrzydła do szybowca SZD-24-3 Foka 3 o konstrukcji kompozytowo-przekładkowej z zastosowaniem papierowego wypełniacza ulowego, którego to skrzydła przeprowadzono próby wytrzymałościowe.
W 1958 r. rozpoczął projektowanie szybowca akrobacyjnego SZD-21 Kobuz, nazwanego początkowo "Sokół". Ten projekt został wdrożony do produkcji w 1964 r. jako SZD-21B Kobuz 3.
W latach 1965–1966 był kierownikiem Sekcji Weryfikacji Obliczeń, gdzie zastosował nowe metody obliczeń flatteru przy opracowywaniu wyników prób szybowca SZD-29 Zefir 3, którego prototyp w 1966 r. rozsypał się w powietrzu z powodu flatteru.
Reprezentował Polskę na międzynarodowych konferencjach organizowanych przez OSTIV (w 1958 i 1968), konferencjach poświęconych nowym technologiom w lotnictwie (Pirna 1961, Warszawa 1966, Paryż 1969). Zajmował się homologacją polskich szybowców za granicą, brał udział w pracach FAA związanych z wypadkiem szybowca Foka na terenie USA.
W związku z przejęciem przez Inspektorat Kontroli Cywilnych Statków Powietrznych (IKCSP) od Instytutu Lotnictwa całości spraw związanych z nadzorem dokumentacji obliczeniowej i konstrukcyjnej oraz budowy prototypów w SZD, a także certyfikacji szybowców 25 lipca 1966 r. został starszym inspektorem IKCSP do spraw szybowcowych w SZD a następnie starszym specjalistą. Pod jego kontrolą powstała dokumentacja konstrukcyjna i obliczeniowa, odbywał się nadzór budowy prototypów i zakresu prób wytrzymałościowych oraz prób w locie (fabrycznych i państwowych) szybowców. Brał też udział w projektowaniu motoszybowca SZD-45 Ogar. W latach 1972–1973 nadzorował uruchomienie seryjnej produkcji szybowców SZD-30 Pirat w WSK-Świdnik. Od 1980 r. jego placówka IKCSP została przemianowana na XIX Okręg IKCSP w Bielsku-Białej i został jej kierownikiem. 21 grudnia 1987 r. Okręg XIX rozwiązano, a Jerzy Trzeciak został kierownikiem X Okręgu IKCSP na Śląsk.
Pracę zawodową zakończył 31 grudnia 1990 r. Zmarł w Katowicach 24 czerwca 1991 r. i został pochowany w kwaterze katolickiej cmentarza ewangelickiego w Bielsku-Białej.
Był członkiem Stowarzyszenia Inżynierów i Techników Mechaników Polskich (SIMP) i Aeroklubu Bielsko-Bialskiego.
Otrzymał odznaczenia: Srebrny Krzyż Zasługi (1973 r.), Srebrna Odznaka Zasłużonego dla Rozwoju Województwa Katowickiego (1966 r.) i wyróżnienie Błękitne Skrzydła (Redakcji Skrzydlatej Polski, 1975 r.).

## Szybowce i samoloty, który projekty nadzorował Jerzy Trzeciak jako inspektor IKCSP
| Lp | Nazwa            | Rok  |
| -- | ---------------- | ---- |
| 1  | SZD-30 Pirat     | 1966 |
| 2  | SZD-9 Bocian E   | 1966 |
| 3  | SZD-31 Zefir 4   | 1967 |
| 4  | SZD-32 Foka 5    | 1968 |
| 5  | SZD-36 Cobra 15  | 1969 |
| 6  | SZD-39 Cobra 17  | 1970 |
| 7  | SZD-35 Bekas     | 1970 |
| 8  | SZD-37 Jantar 15 | 1972 |
| 9  | SZD-37 Jantar 19 | 1972 |
| 10 | SZD-40 Halny     | 1972 |
| 11 | PZL-106 Kruk     | 1973 |
| 12 | SZD-30 Pirat 75  | 1974 |
| 13 | SZD-45 Ogar      | 1975 |
| 14 | SZD-42 Jantar 2  | 1976 |